# Ганновер Скорпіонс
«Ганновер Скорпіонс» (нім. Hannover Scorpions) — хокейний клуб з м. Ганновер, Німеччина. Заснований у 1975 році як ЕСК «Ведемарк», з 1997 року — «Ганновер Скорпіонс». Виступає в Оберлізі.

## Попередні назви
- 1975 — 1994 — «ЕСК Ведемарк».
- 1994 — 1996 — «Ведемарк Вайлдкетс».
- 1996 — 1997 — «Ведемарк Скорпіонс».
- З 1997 — «Ганновер Скорпіонс».

## Історія
Клуб заснований 1975 під назвою «ЕСК Ведемарк», в рік дебюту в Німецькій хокейній лізі змінив назву на «Ганновер Скорпіонс». З наступного сезону «скорпіони» виступають на новій арені «Туй-Арена», що вміщує 10 767 глядачів.
«Ганновер Скорпіонс» перші десять сезонів ДХЛ стабільно займає місця поза зоною плей-оф, виключенням є сезони 2000/01 та 2005/06 в обох випадках «скорпіони» доходять до півфіналу, де зазнають поразок, від «Адлер Мангейм» 0:3 та «Айсберен Берлін» також 0:3.
У сезоні 2006/07 шосте підсумкове місце в регулярному чемпіонаті та поразка в чвертьфіналі «Нюрнберг Айс Тайгерс» 2:4.
Восьме місце в регулярному сезоні 2007/08 років та програш кваліфікації ДЕГ Метро Старс 4:3, 2:4, 1:2 ОТ.
Наступний сезон «Ганновер Скорпіонс» завершив другим, здобув перемогу в чвертьфіналі над «Грізлі Адамс Вольфсбург» 2:1, 2:3 ОТ, 2:3, 4:3 ОТ, 4:3, 2:0 та поступившись у півфіналі «ДЕГ Метро Старс» 5:2, 2:4, 6:3, 3:4 ОТ, 1:3.
Сезон 2009/10 найуспішніший в історії «скорпіонів», четверте місце за підсумками регулярного чемпіонату та перемога в плей-оф. «Ганновер» послідовно переміг «Нюрнберг Айс Тайгерс» 3:2, «ЕРК Інгольштадт» 3:0 та у фіналі «Аугсбург Пантерс» 3:0 (матчі 3:1, 3:2 ОТ, 4:2).
Наступного сезону «Ганновер Скорпіонс» не захистив титул чемпіона посівши п'яте місце в регулярному чемпіонаті та програвши чвертьфінал «Крефельдським Пінгвінам» 2:3.
З сезону 2011/12 у клуба виникають фінансові проблеми, зрештою після сезону 2012/13 позбавлений ліцензії та виступає в Оберлізі (Північна зона).

## Досягнення
- Чемпіон Німеччини 2010.